# Andrej Silnov
Andrej Alexandrovič Silnov, rusky Андрей Александрович Сильнов (* 9. září 1984 Šachty, Rostovská oblast) je bývalý ruský atlet, věnující se skoku do výšky. Jedná se o olympijského vítěze z roku 2008 v Pekingu a mistra Evropy v této sportovní disciplíně (2006).
Jeho osobním rekordem je 238 cm, které překonal na londýnské Grand Prix 25. července 2008. Díky tomuto výkonu byl na poslední chvíli nominován do ruské olympijské výpravy pro Peking. Do Pekingu měl původně odcestovat výškař Andrej Těrešin, ten skončil na domácím mistrovství v Kazani druhý, stejně jako Vjačeslav Voronin. Jeho vynikající výkon však připravil Těrešina o možnost startu na olympiádě, byť v Kazani skončil až čtvrtý.
Na konci června roku 2009 se podrobil operaci achillovky a sezóna pro něj předčasně skončila, stejně tak jako možná účast na mistrovství světa v Berlíně.